# ヴァランシエンヌ
ヴァランシエンヌ（Valenciennes）は、フランス北部ノール県ヴァランシエンヌ郡にあるコミューン。スヘルデ川流域に位置する。1975年から1990年の間、この街や地域の人口は減少していた。1999年の国勢調査では街の人口は41,278人、都市圏の人口は399,677人であった。

## 歴史
ヴァランシエンヌは、西暦693年にクローヴィス2世によって書かれた法律文書によって、初めて記述された。843年のヴェルダン条約において、ヴァランシエンヌはネウストリアとアウストラシアの中立都市となった。9世紀後半にノルマン人による征服を受け、881年に街は彼らに引き渡された。923年に神聖ローマ帝国より独立していたロタリンギア公国に引き継がれた。フランク王国が設立した年代の考古学的記録は公開されていないが、街はこの時期発展し始めた。神聖ローマ帝国のオットー朝時代、街は帝国国境の市場の中心地であった。
1008年、飢饉がペスト菌による疫病をもたらした。

## ゆかりのある有名人
- イザベル・ド・エノー : フランス王妃
- ボードゥアン1世 (ラテン皇帝) : ラテン帝国皇帝、イザベル・ド・エノーの弟
- アントワーヌ・ヴァトー : 画家
- クロード・ル・ジュヌ：作曲家
- ジャン・フロワサール : 作家
- シャルル・ナンジェッセ : パイロット
- アルノー・デプレシャン : 映画監督
- ジェラルド・ダルマナン : 政治家

## スポーツ
ヴァランシエンヌFC

## 姉妹都市
- アグリジェント（イタリア）
- シャルゴータルヤーン（ハンガリー）
- グリヴィツェ（ポーランド）
- 宜昌市（中国）